# Пачелли, Асприлио
Аспри́лио Паче́лли (итал. Asprilio Pacelli; 1570[…], Стронконе, Умбрия — 4 мая 1623, Варшава) — итальянский композитор и капельмейстер эпохи барокко.

## Жизнь и творчество
А. Пачелли изучал музыкальное мастерство в Риме и затем служил там капельмейстером в различных церквях и соборах с 1594 года (последним его местом в Риме был собор святого Петра). Получив предложение короля Польши Сигизмунда III Васы возглавить его придворную капеллу, композитор переезжает в Краков. Последние двадцать лет своей жизни А. Пачелли проводит в Кракове и в Варшаве. До его назначения королевскую капеллу возглавлял Лука Маренцио, сумевший достичь весьма высокого музыкального уровня исполнения. Пачелли сумел достойно продолжить его работу. Он был также учителем пения королевы Польши Констанции.
Пачелли оставил после себя большое творческое наследие, значительная часть которого, впрочем, не сохранилась. Остались отдельные мадригалы, мотеты и псалмы и т. д. Стилистически композиции Пачелли находятся в русле римской музыкальной школы, они оказали сильное влияние на развитие польской национальной музыки.

## Сочинения

### Духовная музыка
- Motectorum et psalmorum, liber primus, Roma, 1597
- Chorici psalmi et motecta, liber primus, Roma, 1599
- Psalmi, Magnificat et motecta, Francoforte, 1608
- Sacrae cantiones, Venezia, 1608
- Bogu w Trójcy jedynemu Swiętemu Śtanisławowi Patronowi Polskiemu Tablica Obiecana (Canti in onore di S. Stanislao), Kraków, 1611
- Missae, Venezia, 1629
- 20 mottetti, a varie voci in diverse edizioni (1604, 1609, 1612, 1613, 1614, 1617, 1621)
- 4 canzonette spirituali, 1591 e 1592
- Missa de Passione Domini, (attribuita a Pacelli da A. Paszkiewicz)
- numerosi mottetti e altre opere, in parte perduti

### Светская музыка
- Madrigali libro primo, Venezia, 1601
- Madrigali libro secondo, stampati a Francoforte, perduti